# اورفئوس
اورفئوس (به یونانی: Ορφεύς') شاعر و آوازه‌خوان افسانه‌ای اساطیر یونان و پسر اویگاروس و کالیوپه، یکی از میوزها یا آپولو و کالیوپه بود. او را بنیان‌گذار و پیام‌آور فرقهٔ مذهبی ارفیک دانسته‌اند. این باور ارائه ای مجدد از دین باستانی دیونوسوسی بود که در شمال یونان ، مغدونیه و تراکیه رواج داشت و بعد تر ، خدای آن یعنی دیونوسوس به جمع خدایان المپ افزوده شد. این مذهب از دید یونانیان بدوی به نظر می آمد و با قربانی کردن حیوانات و خوردن خون آنها ، رقص برهنه زنان بر روی تپه ها در شب و جشن و پایکوبی مستانه همراه بود. اطلاعات چندانی از جزئیات این دین در دسترس نیست اما در گزارش کوئینتوس کوریتوس آمده که اسکندر مغدونی هدیش شاهی خشایارشا را در یک جشن دیونوسوسی که زنان همراهشی اش میکردند و در حالی که مست و شادمان بود به آتش کشید. همچنین مادر اسکندر که از اهالی اپیر در شمال غرب یونان بود نیز از پیروان دین دیونوسوسی بود که به نوعی می توان اورفئوس تاریخی را بنیان‌گذار آن دانست. چنان که در داستان های منسوب به او می گویند اورفئوس در نواختن چنگ استاد بود، آن‌چنان‌که می‌توانست جانوران وحشی و درختان و سنگ‌ها را به دنبال خود به حرکت درآورد. او با ائورودیکه ازدواج کرد. ائورودیکه هنگامی که در حال فرار از دست آریستائوس بود، که در جنگل شیفتهٔ زیبایی ائورودیکه شده بود، براثر مارگزیدگی جان خود را از دست داد و روانهٔ جهان زیرین (جهان مردگان) شد. اورفئوس در جهان زیرین توانست پرسفون را با صدای چنگ مجذوب کند و اجازهٔ خروج ائورودیکه را از هادس بگیرد، به شرط آنکه هنگامی که اورفئوس در حال رفتن به جهان زندگان است ائورودیکه پشت سرش حرکت کند و اورفئوس به هیچ‌وجه به عقب نگاه نکند. اورفئوس در آخرین لحظه تحمل خود را از دست داد و به پشت سرش نگاه کرد و ائورودیکه را برای همیشه از دست داد.
او همچنین یکی از اعضای آرگونوت‌ها برای یافتن پشم زرین بود، هنگامی که کشتی آرگو مجبور بود از جزیرهٔ سیرنها عبور کند، اورفئوس با چنگ‌نوازیِ خود از نابودی خدمه جلوگیری کرد. چون کیرون (سانتوری که به داشتن دانش و خِرد والا و مهارت در علم طبابت شهرت داشت) برای یاسون پیش‌گویی کرده بود که مأموریت آرگونوت‌ها بدون وجود اورفئوس با شکست مواجه خواهد شد، یاسون به دنبال اورفئوس گشت تا به خدمهٔ او بپیوندد. تنها سلاح اورفئوس در این سفر چنگ او بود.

## سفر به دنیای مردگان

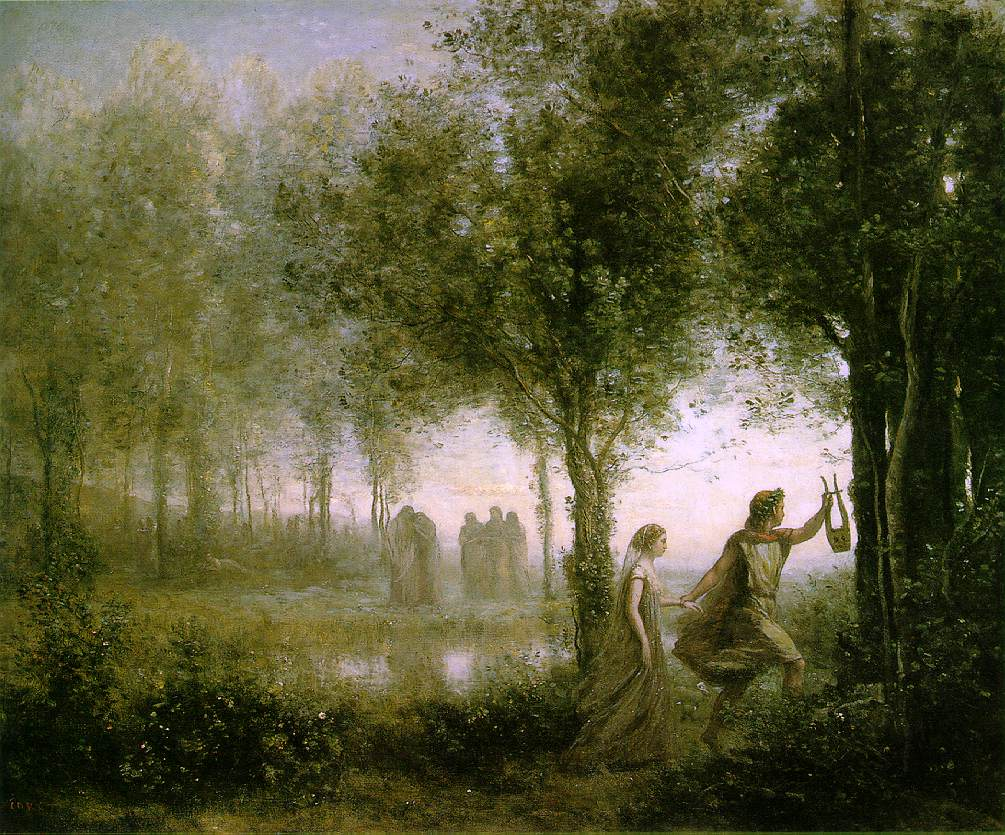
اورفئوس پیشرو اوریدیس در پشت سر او از دنیای زیرین

مشهورترین اسطوره در مورد اورفئوس هبوط او به دنیای اموات برای بازیابی همسر مرده اش اوریدیس است. اورفئوس و اوریدیس در همان نگاه اول عاشق هم شدند و مدت کوتاهی با هم خوشبخت زندگی کردند. با این حال، هنگامی که هیمن، خدای ازدواج برای برکت پیوند آنها آمد، پیشگویی کرد که خوشبختی آنها دوام نخواهد داشت. اوریدیس مدت کوتاهی پس از نبوت با چند نیمف به جنگلی نزدیک سفر کرد. در یکی از نسخه‌های داستان، آن‌ها با چوپان، آریستائوس، روبرو می‌شوند که به دنبال اوریدیس بود و شروع به تعقیب او کرد. در حالی که دیگری می‌گوید اوریدیس و نیمف‌ها با هم شروع به رقصیدن کردند. صرف نظر از نسخه، حواس‌پرتی منجر به گزیده شدن او توسط یک مار و مرگ آنی شد. وقتی اورفئوس خبر مرگ عشقش را شنید، ترانه ای از غم و اندوه خواند که آنقدر تکان دهنده بود که هم آسمان‌ها و هم زمین از فقدان او باخبر شدند. اورفئوس تصمیم گرفت برای یافتن عشق خود به دنیای زیرین سفر کند. در طول سفر، او از موسیقی فراطبیعی خود برای منصرف کردن همه موانع، یعنی سگ سه سر سربروس استفاده کرد. اورفئوس به زودی با اربابان دنیای زیرین هادس و پرسفونه ملاقات کرد. او آهنگ دلخراشی را برای آنها نواخت که حتی هادس، خدای مرگ را به گریه انداخت. هادس موافقت کرد که به اورفئوس و شوهرش اجازه دهد تا به سرزمین زندگان برگردند اما تحت یک شرط: اوریدیس پشت سر اورفئوس را دنبال می‌کرد و اورفئوس در هیچ نقطه ای اجازه نداشت به او نگاه کند تا زمانی که به مقصد برسند. اورفئوس موافقت کرد و از اربابان مردگان به خاطر مهربانی آنها تشکر کرد. اما اورفئوس نمی‌توانست صدای پای عشقش را در پشت سرش بشنود و فکر می‌کرد که توسط خدایان فریب خورده‌است. در فاصله چند قدمی از خروجی، اورفئوس ایمانش را از دست داد و برگشت تا ببیند اوریدیس پشت سر اوست یا نه. او آنجا بود و اورفئوس تماشا می‌کرد که او را به دنیای زیرین باز می‌کشاندند، زیرا او نتوانسته بود از یکی از شرط‌های هادس پیروی کند. اورفئوس به سرزمین زندگانی بازگشت که گرفتار گناه و اندوه بود.

## مرگ
اورفئوس در انتها توسط گروهی از مایندادس‌ها کشته شد. روزی اورفئوس به نزد پیشگوی دیونیسوس برای فرستادن درود به خدایان رفت؛ اما هنگامی که در حال نواختن چنگ در زیر درختی بود، توسط گروهی از مایندادس‌ها به دلیل بی‌احترامی به حامی آن‌ها، مورد حمله قرار گرفت. مایندادس‌ها به سمت او سنگ و شاخهٔ درخت یا هرچیزی که به دستشان می‌آمد پرتاب کردند. اما موسیقی اورفئوس به قدری زیبا بود که حتی اشیاء بی‌جان را شیفتهٔ خود می‌کرد و هیچ‌کدام به او اصابت نمی‌کرد. سرانجام مایندادس‌ها با دست‌های خالی به او حمله کردند و بدنش را تکه‌تکه کردند. سرِ اورفئوس در حالی که هنوز آواز می‌خواند شناور به پایین رودخانه روانه شد.
اسطوره اورفئوس و اوریدیک شبیه داستان لوط است. تشبیه «به عقب نگاه نکردن» برای هر دو داستان اهمیت زیادی دارد.

## فرقه اسرار اورفئوسی
اورفیسم نامی است که به مجموعه‌ای از باورها و اعمال مذهبی برخاسته از جهان [یونان باستان] و عصر هلنیستی داده می‌شود که با ادبیات منسوب به شاعر اسطوره‌ای اورفئوس که به دنیای مردگان در فرهنگ یونانی-رومی رفت و بازگشت ارتباط دارد. در نظر ارفیک‌ها دیونیسوس (که زمانی به عالم اموات فرود آمد و بازگشت) و پرسفونه (که سالانه برای یک فصل به عالم اموات فرود آمدند و سپس برمی‌گشتند) مورد احترام بودند. اورفیسم را اصلاحی در اسرار دیونیسوسی پیشین توصیف کرده‌اند که شامل تفسیر یا بازخوانی اسطورهدیونیسوس و مرتب‌سازی مجدد هزیود تئوگونیا بر اساس بخشی از فلسفه پیشاسقراطی است.